# Кимбая (муниципалитет)
Кимбая (исп. Quimbaya) — город и муниципалитет в департаменте Киндио (Колумбия).

## История
Город основан на месте поселений индейцев в долине Кимбая.
Как пишет хронист Сьеса де Леон: «На вершине её находится вулкан: когда проясняется, [видно] [как] он выбрасывает из себя множество дыма. И на этой горе рождается много рек, орошающих всю землю. Самые главные — это: река Такурумби [Tacurumbi], Сеге [Cegue]. Последняя проходит у самого города; остальных так много, что они счету-то не поддаются. Зимой [в сезон дождей], когда они разбухают, на них имеются тростниковые мосты, прочно привязанные к деревьям крепкими лианами, с одного края реки на другой.
Они все очень богаты на золото. Я был в этом городе в прошлом 1547 году; за три месяца было добыто 15000 песо; в каждой группе [золотоискателей] было 3 или 4 негра и несколько индейцев. Там, где текут реки, образуется несколько долин, хотя, как я уже сказал — это ущелья, и в них много фруктовых деревьев, из тех, что произрастают в тех краях, и большие пальмы — пихибаес.
Между этими реками есть источники с солёной водой, удивительное дело видеть как они выходят [на поверхность] посреди рек.
Правители крайне изысканы, у них много жен. И все в этой провинции друзья и союзники. Они не едят человеческого мяса, а только по случаю очень важного праздника; только правители были очень богаты на золото. Из всех увиденных предметов у них имелись золотые украшения и очень большие кувшины для питья вина. Я видел один такой, подаренный касиком, по имени Такурумби [Tacurumbi] капитану Хорхе Робледо, вмещавший 2 асумбре (2.6 л х 2 = 5.2 л) воды, этот же касик второй подарил Мигелю Муньосу, [но] большего [размера] и подороже.
Их вооружение — копья, дротики, копьеметалки, бросаемые круговым движением для спутывания, помимо них — стрелы, но как оружие оно не важное».
Многие жители вымерли в 1546 году, когда «по всему королевству Перу прошёл всеобщий мор: начавшийся из Куско и распространившийся по всей земле, — люди умирали без счета. Болезнь протекала так: поражала головной болью, были приступами очень высокой температуры, а потом боль от головы переходила к левому уху, и обострялось такой болью, что больные не вытягивали больше 2-3 дней».